# Дарпас
Дарпас (арм. Դարպաս) — село в Лорийской области Армении, в 1 км к северо-западу от Ванадзора. Поселок расположен на правом берегу реки Памбак, на высоте 1390 м над уровнем моря.
Население занимается животноводством, садоводством, полевыми работами, овощеводством и пчеловодством.

## Население
Изменение численности села в разрезе лет .
| Год:     | 1897 | 1926 | 1939 | 1959 | 1970 | 1979 | 2001 | 2004 | 2008 | 2014 |
| Жителей: | 406  | 620  | 641  | 642  | 971  | 1307 | 2188 | 1494 | 1939 | 1869 |